# Баджувці
Баджувці (самоназва: баджавідж, баджуведж, баджуйці) — один з памірських народів. Близькі або є субетнічною групою шугнанців.

## Територія проживання
Таджикистан, Гірно-Бадахшанська АТ, Рушанський район, с. Баджув (в 50 км від Хорогу і 30 км від Рушана) та ін

## Мова
Баджуйська мова або баджуйський діалект шугнанської мови входить до Руша-шугнанської підгрупи північнопамірської групи іранських мов індоєвропейської родини.

## Релігійні вірування
Віряни — мусульмани.